# Till Fedra
Till Fedra är ett drama av Per Olov Enquist, baserat på Jean Racines tragedi Faidra. Pjäsen består av två akter och åtta scener, kallade sånger.
Manuset finns utgivet i tre samlingar med Enquists dramatik - En triptyk 1981, Dramatik 1992 och Dramatik II: De politiska 2017.

## Handling
Hjälten Theseus hustru Fedra förälskar sig i sin styvson Hippolytos. Förälskelsen är kärleksgudinnan Afrodites straff till Hippolytos, då han föredrar jaktens gudinna Artemis. Fedra nås av ryktet av Theseus har dött och hon närmar sig styvsonen. Han avvisar henne, och snart visar det sig att ryktet om Theseus död var falskt. Fedra anklagar då Hippolytos för att ha våldtagit henne. Lögnen blir bådas undergång.

## Uppsättningar
Urpremiären ägde rum 10 maj 1980 på Det Kongelige Teater i Köpenhamn med Ghita Nørby i titelrollen och i regi av Lone Bastholm. Sverigepremiären ägde rum på Norrköping-Linköping stadsteater samma år med Gunhild Qvarsebo som Fedra. Den spelades även på Stockholms stadsteater i regi av Gunilla Berg och med Inga Landgré som Fedra. Malmö Stadsteater uppförde pjäsen under titeln Förmörkelsen - Till Fedra 1981 med Kristina Kamnert som Fedra. Tv-teatern gav pjäsen i Lone Bastholms regi 1982 med Margaretha Krook i titelrollen.
| Roll               | Det Kongelige Teater 10 maj 1980 | Norrköping-Linköping stadsteater 7 november 1980 | Stockholms stadsteater 21 november 1980 | Malmö Stadsteater 14 mars 1981 | SVT 3 mars 1982    |
| ------------------ | -------------------------------- | ------------------------------------------------ | --------------------------------------- | ------------------------------ | ------------------ |
| Regi               | Lone Bastholm                    | Gun Jönsson                                      | Gunilla Berg                            | Lennart Olsson                 | Lone Bastholm      |
| Scenografi         | Charlotte Claesson               | Bozena Johansson                                 | Roland Söderberg                        | Dan Nemteanu                   |                    |
| Fedra              | Ghita Nørby                      | Gunhild Qvarsebo                                 | Inga Landgré                            | Kristina Kamnert               | Margaretha Krook   |
| Theseus            | Erno Müller                      | Lennart Tollén                                   | Christer Banck                          | Leif Hedberg                   | Carl-Axel Heiknert |
| Oinone             | Bodil Udsen                      | Maud Hyttenberg                                  | Ulla Akselson                           | Lili Landre                    | Majlis Granlund    |
| Hippolytos         | Niels Vigild                     | Lars G. Wik                                      | Jan Dolata                              | Carl Kjellgren                 | Kjell Bergqvist    |
| Theramenes         | Olaf Ussing                      | Leif Magnusson                                   | Arne Strand                             | Niels Dybeck                   | Ulf Johanson       |
| Aricia             | Terese Damsholt                  | Tytte Johnsson                                   | Stina Ekblad                            | Tove Granditsky                | Suzanne Reuter     |
| Renhållningsmannen | Pouel Kern                       | Berth Söderlundh                                 | Stephan Karlsén                         | Jimmy Czepan                   | Tord Peterson      |